# Niphetogryllacris jacobii
Niphetogryllacris jacobii är en insektsart som först beskrevs av Heinrich Hugo Karny 1928.  Niphetogryllacris jacobii ingår i släktet Niphetogryllacris och familjen Gryllacrididae. Inga underarter finns listade i Catalogue of Life.